# Joe English
Joe English (nascido em 7 de Feveiro de 1949) é um músico norte americano, nascido na cidade de Syracuse, no estado de Nova York que, durante a década de 1970, ficou famoso por ser o baterista da banda formada por Paul McCartney após o fim dos Bealtes: Wings. Também foi baterista da banda de Rock/Jazz Sea Level, entre algumas outras.
Iniciou-se na carreira de músico como membro da banda Jam Factory, de Syracuse. Respondeu a um anúncio de banda que precisava de um baterista, sem saber que a vaga destinava-se a preencher a ausência de Geoff Briton, que deixara os Wings durante a gravação do álbum "Venus and Mars", tendo gravado apenas 3 das músicas do álbum. O endereço fornecido pelo anúncio levava a um porão de um antigo prédio. Lá, Joe English viu-se face a face com Paul McCartney e, após uma audição, English foi contratado como baterista. English terminou o trabalho em "Venus and Mars" e, posteriomente, participou dos álbuns Wings at the the Speed Of Sound onde, pela primeira vez, assumiu o vocal principal em uma composição sua, intitulada Must Do Something About It e Wings Over America, sendo ainda o baterista da mega turnê dos Wings, entre 1975 e 1976, Wings Over the World Tour.
Em Setembro de 1977, durante as sessões de gravação para o álbum London Town, English, seguindo o guitarrista Jimmy McCulloch, deixou a banda, alegando que passava muito tempo longe da família e que estaria 'entediado' pelos longos meses passados em turnês e em estúdios, retornando para a cidade de Macon, na Georgia, onde começou a tocar com a banda Sea Level.
Posteriormente, formou a Joe English Band, apresentando-se como vocalista and baterista.  A banda excursionou pelo mundo, juntamente com outros astros do chamado rock cristão da época, que incluiam Petra, DeGarmo and Key, Mylon LeFevre e Servant. A Joe English Band gravou um disco, sem os vocais de Joe, chamado AKA Forerunner.  A banda incluía John Lawry, que deixou a formação para tocar com Petra, em 1984. No final dos anos 1980, Joe English juntou-se com Randy Stonehill, Phil Keaggy, Rick Cua e outros, formando a Compassion All Star Band, ligada à Compassion International. Em 1988, a banda gravou o álbum ao vivo One by One, o único da carreira da banda.
Joe English deixou de tocar profissionalmente no final dos anos 1990, em virtude de problemas crônicos em seus tornozelos. Atualmente, embora não esteja mais envolvido com a indústria musical, faz parte do coral da Word of Faith Fellowship.

## Discografia
Com Paul McCartney & Wings
- Venus and Mars (1975)
- Wings at the Speed of Sound (1976)
- Wings Over America (1976)
- London Town (1978)

Com Kingfish
- Trident (1978)

Com Sea Level
- On the Edge (1978)
- Long Walk on a Short Pier (1979)
- Ball Room (1980)
- Best of Sea Level (1997)

Com Joe English Band
- Lights in the World (1980)
- Held Accountable (1982)
- Press On (1983)
- Live (1984)
- What You Need (1985)
- The Best Is Yet to Come (1985)
- Back to Basics: English 101 (1988)
- Lights in the World / Held Accountable (1991)

Compassion All Star Band
- One by One (1988)